# Karol Acutis
Karol Acutis, wł.  Carlo Acutis (ur. 3 maja 1991 w Londynie, zm. 12 października 2006 w Monzy) – włoski uczeń liceum w Mediolanie, błogosławiony Kościoła katolickiego.

## Życiorys
Karol Acutis urodził się 3 maja 1991 w Londynie, gdzie jego rodzice Andrea i Antonia z domu Salzano mieszkali z powodów zawodowych. Ojciec jego był zatrudniony w banku inwestycyjnym Lazard Brothers. Jednym z jego przodków był polski ziemianin i dyplomata Jan Perłowski (1872–1942), którego wnuczką jest Maria Henrietta Perłowska (ur. 1939) – babka Carlo Acutisa. Gdy rodzina powróciła do Mediolanu, miał 5 miesięcy. W 1995 r., kiedy Karol miał cztery lata, umarł jego dziadek ze strony matki. Wkrótce potem starzec miał się wnukowi przyśnić, prosząc go o modlitwę, ponieważ znajdował się w czyśćcu. Dziecko skierowało pytania na tematy nadprzyrodzone do swej polskiej niańki, która przekazała mu, według wiary katolickiej o co i jak ma się modlić.
W wieku 7 lat Carlo wyraził pragnienie przystąpienia do pierwszej komunii świętej. Rodzice udali się do lokalnego biskupa i po naradzie stwierdzono, iż Karol miał na tyle zrozumienia, by przystąpić do sakramentu Eucharystii. Uroczystość miała miejsce w klasztorze św. Ambrożego (Sant’Ambrogio ad Nemus) w Mediolanie. Podczas nauki w gimnazjum jezuickim, rozpoczął praktykę codziennego uczestnictwa w Eucharystii oraz cotygodniowej spowiedzi świętej.
Oprócz zainteresowań typowych dla młodych ludzi, np. życia towarzyskiego, podróżowania, gry w piłkę nożną, grania na saksofonie, Karol był autorem stron internetowych o cudach eucharystycznych i o świętych katolickich. Eucharystię nazywał „autostradą do nieba”. Był popularnym i pilnym wychowankiem mediolańskiego Liceum im. Leona XIII o profilu klasycznym.
Jego życiowym mottem były słowa: „Wszyscy rodzą się jako oryginały, ale wielu umiera jako kserokopie”.
Tydzień przed swoją śmiercią dowiedział się w szpitalu, że grypa, na którą rzekomo chorował, okazała się białaczką. Choroba, która u niego miała ostry przebieg, rozwinęła się bardzo szybko. 12 października 2006 zmarł, ofiarowując swoje życie za papieża i Kościół. Został pochowany w Asyżu. 6 kwietnia 2019 ciało przeniesiono do kościoła Matki Bożej Większej w tym samym mieście.

## Osobowość
Carlo został zapamiętany jako wyjątkowo wrażliwy i empatyczny młodzieniec. Uchodził za optymistę, który nie ulegał zniechęceniu i zawsze chętnie wspierał ludzi w potrzebie – zarówno starszych (bezdomnych), jak i kolegów wykluczonych z grup rówieśniczych (upośledzonych i mających trudności z nauką). Zgodnie z relacją jego matki, Antonii Salzano Acutis, Carla cechowała wielka pokora, skromność i posłuszeństwo, jednak nie wahał się mówić otwarcie tego, co myśli. 
Matka Carla wspomina:

Pamiętam, że latem 2005 roku chodziliśmy w Asyżu na odkryty basen (…). Któregoś popołudnia zauważyłam, że mój syn spochmurniał. W pewnej chwili poderwał się na równe nogi i podbiegł do ratownika. Po drugiej stronie basenu para młodych ludzi w wieku około szesnastu lat całowała się na oczach dzieci, które przyglądały się temu (…). Ratownik natychmiast podszedł do nastolatków i kazał im przestać. Carlo taki już był: nie znosił wulgarności, zwłaszcza jeśli stawała się udziałem niewinnych dusz.

Wspomniana przez Antonię została również sytuacja, gdy pewnej nocy zostali zbudzeni przez głośne bluźnierstwa młodych ludzi:

Głosy tamtych ludzi wydały mu się przejawem działania diabła. Wiedział, że zło prawie zawsze jest dziełem człowieka, lecz był także świadomy faktu, że demon jest rzeczywistym bytem, zdolnym popychać ludzi do złego. (…) Carlo był surowy dla każdego, kto bluźnierstwem znieważał świętych, Maryję i Boga. Postanowiliśmy zmówić różaniec w intencji młodzieńców, którzy, jak twierdził mój syn, z pewnością nie wiedzieli, co mówią.

Carlo przywiązywał wielką wagę do czystości:

Carlo powtarzał z wielkim przekonaniem, że trzeba stosować się do nauk Jezusa i zachowywać czystość do dnia ślubu. Pamiętam, jak beształ tych spośród kolegów, którzy przechwalali się, że odwiedzają strony pornograficzne  i czytają rzeczy, które mój syn uważał za ,,szkodliwe dla duszy’’, albo otwarcie przyznawali, że praktykują autoerotyzm.. Gdy w telewizji nadawano dwuznaczne reklamy o podtekście erotycznym, przesłaniał oczy dłonią (…), a gdy przez ekran przewijały się się wyuzdane sceny, zakrywał oczy i albo uciekał, albo prosił o zmianę kanału.

Carlo stronił od hucznych zabaw:

Pamiętam, że niektórzy z jego przyjaciół chodzili na dyskoteki, zażywali narkotyki i pili alkohol. Wiele razy prosili Carla, żeby do nich dołączył, ale on nie cierpiał dyskotek. Anioł Stróż nieraz dawał mu znaki, przestrzegające przed niebezpieczeństwami, od których aż roi się w takich miejscach. Mój syn poprosił mnichów klauzurowych o modlitwę w intencji kolegów.

Życie Carla, do momentu zachorowania, było pozbawione zdarzeń o charakterze nadzwyczajnym. Według relacji bliskich Carlo nie dokonywał spektakularnych czynów i jak większość rówieśników uczęszczał do szkoły, spędzał czas z przyjaciółmi, uprawiał sport. Ponadto interesował się nowymi technologiami, a także z zainteresowaniem oglądał programy dokumentalne o zwierzętach. Tym, co szczególnie wyróżniało Carla była jego dobroduszność oraz wyjątkowa pobożność od najmłodszych lat (kult Eucharystii, codzienne uczestnictwo we Mszy Świętej, cotygodniowa spowiedź, zamiłowanie do lektur duchowych i bezkompromisowa postawa wobec naruszeń katolickiej etyki seksualnej). Ponadto, jak wspomina Antonia Acutis: Nieraz zdarzało mu się zrezygnować z deseru, słodyczy albo owoców, żeby tym małym poświęceniem wspomóc dusze w czyśćcu. Wszelkie wyrzeczenia ofiarował Matce Bożej, która objawiając się na przestrzeni wieków, otwarcie prosiła o tego rodzaju gesty. Taki system wartości i wielka ofiarność sprawiają, iż życie Carla uchodzi za wyjątkowe. Zgodnie z relacją bliskich Carlo zmarł w opinii świętości.

## Proces beatyfikacyjny i kanonizacyjny

Grób Carlo Acutisa w kościele Matki Bożej Większej w Asyżu we Włoszech

Proces beatyfikacyjny rozpoczęto w archidiecezji mediolańskiej w 2013. 5 lipca 2018 papież Franciszek zatwierdził dekret o heroiczności jego cnót, a 21 lutego 2020 zatwierdził cud za jego wstawiennictwem, otwierając drogę do beatyfikacji, która nastąpiła w bazylice św. Franciszka w Asyżu 10 października 2020.
23 maja 2024 papież Franciszek podpisał dekret uznający cud za wstawiennictwem błogosławionego, co otwiera drogę do jego kanonizacji. Od momentu beatyfikacji, jego grób w kościele Matki Boskiej Większej jest miejscem pielgrzymek.
Cudem tym, jak poinformował Watykan, jest uzdrowienie w lipcu 2022 roku 21-letniej Valerii Valverde z Kostaryki, która 2 lipca 2022 po upadku na rowerze doznała poważnego urazu głowy i jej stan był krytyczny, po tym wypadku pracownica matki kobiety natychmiast zaczęła modlić się do błogosławionego Carla. Musiała przejść pilną operację trapanacji czaszki. Szpital powiedział rodzinie, że stan dziewczyny jest krytyczny i w każdej chwili może umrzeć. Sześć dni później jej matka udała się do Asyżu by pomodlić się o wstawiennictwo błogosławionego Carla Acutisa. W tym samym dniu stan zdrowia dziewczyny się poprawił. W ciągu 10 dni została wypisana z oddziału intensywnej terapii. W ciągu następnego miesiąca wyzdrowiała i zaledwie tydzień później została wypisana z ośrodka rehabilitacyjnego. 18 lipca 2022 roku, 10 dni po pielgrzymce matki, Valeria została wypisana z oddziału intensywnej terapii, a tomografia komputerowa wykazała, że jej krwotoczne stłuczenie mózgu całkowicie się zagoiło. 2 września 2022 roku, dwa miesiące po wypadku, młoda Kostarykanka wraz z matką udały się z pielgrzymką do grobowca Carlo Acutisa, aby podziękować za jej cudowne uzdrowienie.
Data kanonizacji błogosławionego miała zostać ogłoszona na konsystorzu, który odbył się 1 lipca 2024, lecz zostanie ogłoszona w innym terminie. 20 listopada 2024 papież Franciszek podczas cotygodniowej audiencji generalnej ogłosił, że podczas Dnia Dzieci w ramach Roku Świętego, dokona kanonizacji Karola Acutisa. W ramach modlitwy Anioł Pański (24 listopada 2024) papież oficjalnie ogłosił datę kanonizacji. 21 kwietnia 2025, sześć dni przed planowaną kanonizacją, Watykan poinformował, że związku ze śmiercią papieża Franciszka, uroczystości zostaną zawieszone, po czym 13 czerwca 2025 podczas konsystorza została wyznaczona nowa data jego kanonizacji (7 września 2025). 
Karol Acutis będzie pierwszym milenialsem wyniesionym do chwały świętych.

### Dzień obchodów i patron
Jego wspomnienie liturgiczne obchodzone jest 12 października.
Patron Światowych Dni Młodzieży 2023. Jedno ze źródeł podaje, iż "został wskazany jako patron internetu".

## Karol Acutis w literaturze
W Polsce tłumaczenie biografii Karola Acutisa, autorstwa Nicoli Gori, wydało w 2010 krakowskie wydawnictwo eSPe.